# 제이크 커민스키
제이크 커민스키(영어: Jake Kaminski)로 잘 알려진 제이컵 로버트 커민스키(영어: Jacob Robert Kaminski, 1988년 8월 11일~)는 미국의 양궁 선수이다. 2012년 하계 올림픽과 2016년 하계 올림픽에서 남자 단체전 은메달을 획득했고 세계 선수권 대회에서 금메달 1개를 획득했다.

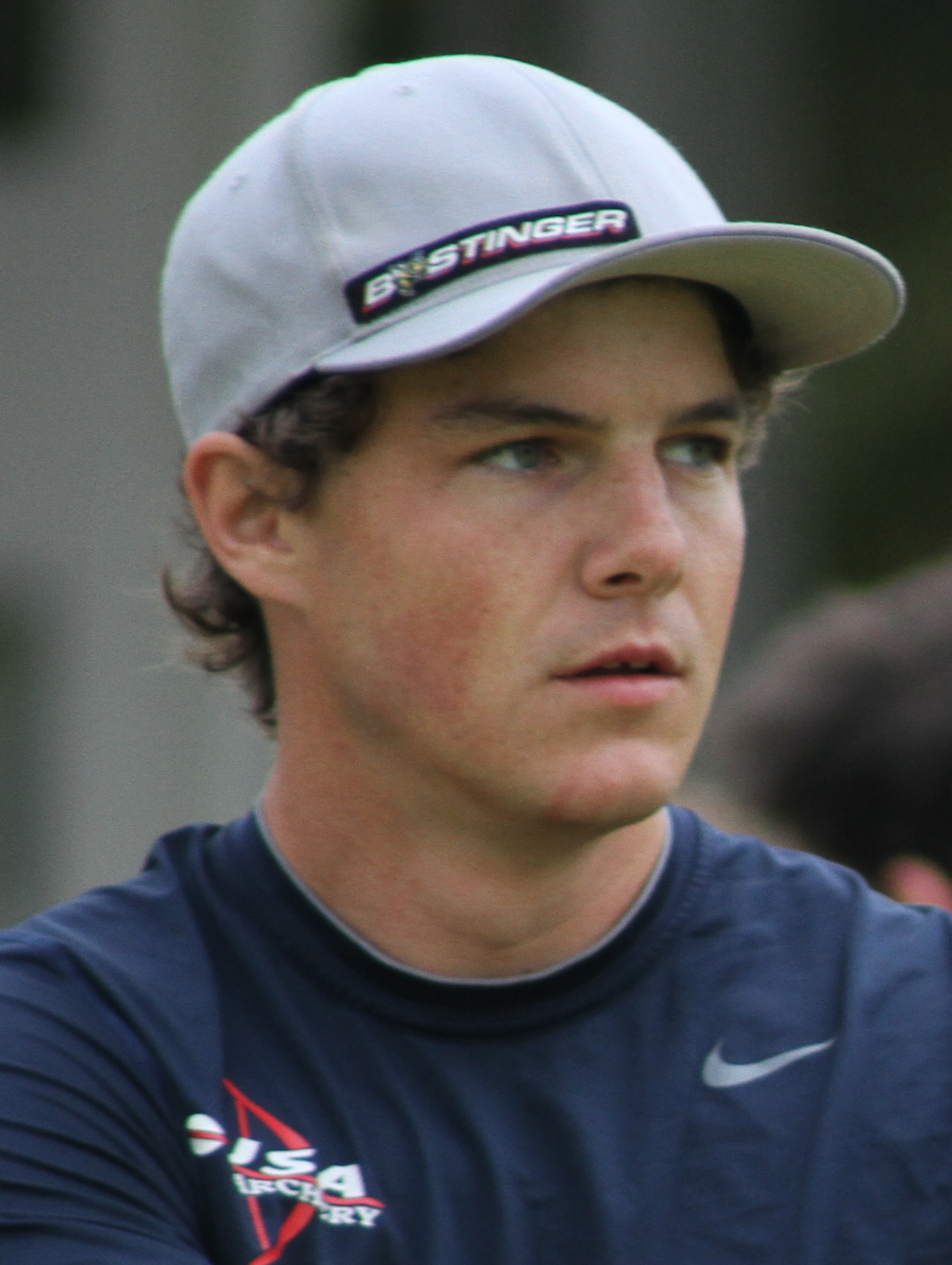
2011년 양궁 월드컵 당시의 커민스키